# Пыжа (деревня)
 Пыжа  — деревня в Кирово-Чепецком районе Кировской области в составе Чувашевского сельского поселения.

## География
Расположена на расстоянии примерно 34 км на восток-юго-восток по прямой от центра района города Кирово-Чепецк.

## История
Известна с 1710 года как погост над речкой Пыжею с 7 дворами, в 1764 здесь (Николаевское Пыженское село) 59 жителей. В 1802 в селе Николаевское 2 двора. В 1873 году в селе (уже Пыжинское  или Пыжа) дворов 9 и жителей 41. В 1905 в селе Пыжа дворов 9 и жителей 49, в 1926 11 и 34, в 1950 25 и 73, в 1989 107 жителей. Село стало деревней с 1989 года. 

## Население
Постоянное население составляло 95 человек (русские 99%) в 2002 году, 76 в 2010.